# Дунгане в Кыргызстане

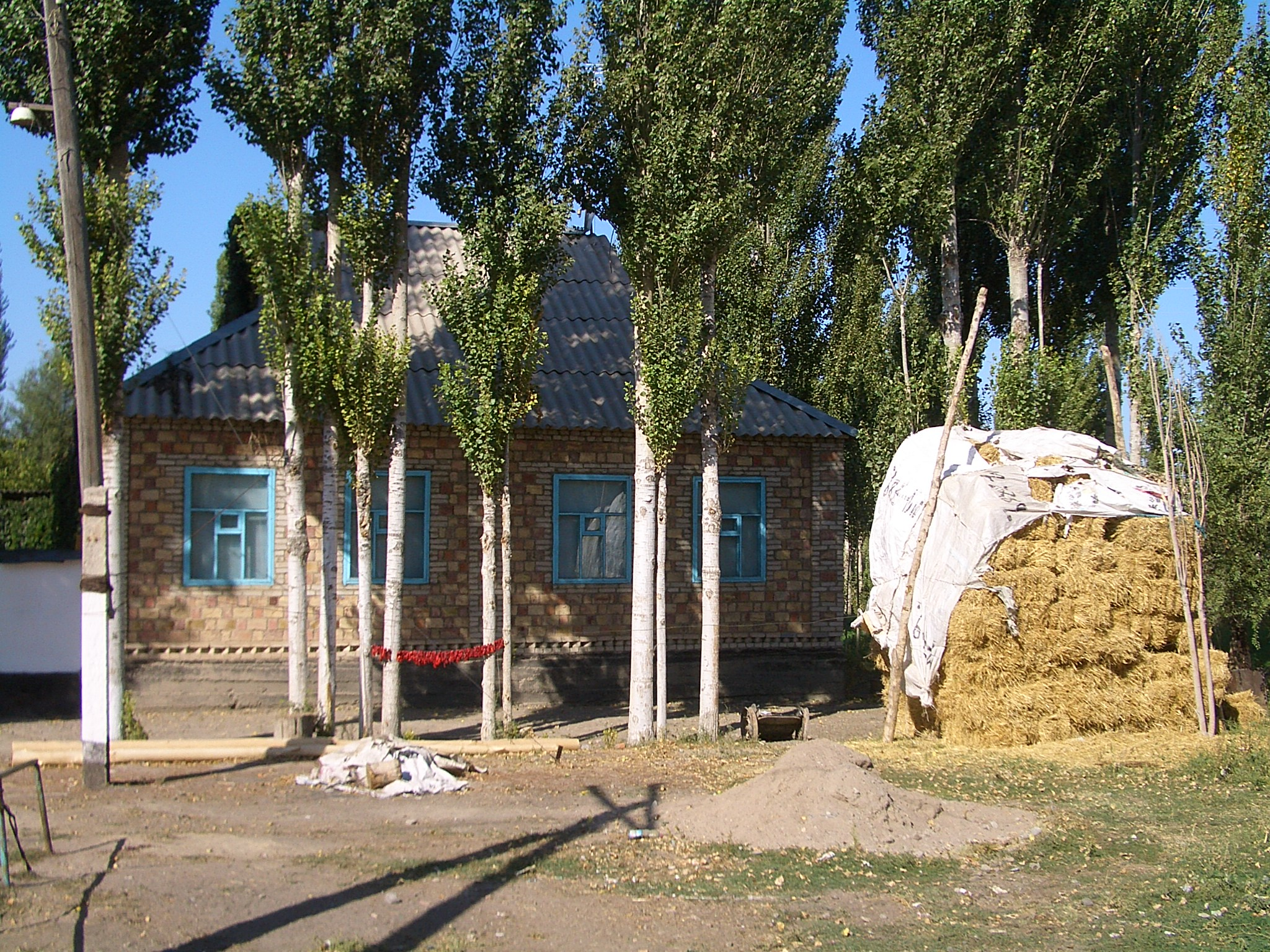
В селе Милянфан

Дунгане в Кыргызстане — одно из национальных меньшинств, проживающих на территории Кыргызстана.
Дунгане, как и уйгуры, а также сарт-калмаки, появились в Кыргызстане после поражения антикитайского восстания в Северо-Западном Китае. Дунгане исповедуют ислам, говорят на дунганском языке, который представляет собой обособившиеся диалекты китайского языка и использует кириллицу. По переписи 1999 года дунгане составляли 1,1 % населения Кыргызстана (52 тыс. человек). Дунгане отличаются высокой рождаемостью и высоким темпом роста численности. Традиционные занятия — сельское хозяйство (овощеводство), торговля, общепит.

## Динамика
Динамика численности и доли дунганского населения Кыргызстана по данным переписей:
- 1959 — 11,1 тыс. (0,5 %)[1]
- 1970 — 19,8 тыс. (0,7 %)[2]
- 1979 — 26,7 тыс. (0,8 %)[3]
- 1989 — 36,9 тыс. (0,9 %)[4]
- 1999 — 51,8 тыс. (1,1 %)[5]
- 2009 — 58,4 тыс. (1,1 %)[6]

В 1999 году 73 % дунганского населения страны (38 тыс.) проживало в сёлах, 27 % в городах (14 тыс.) при этом 85 % дунган жили в Чуйской области (44 тыс.), 7 % в Бишкеке, 6 % — в Иссык-Кульской области, 2 % — в других регионах.
Традиционным местом проживания дунган в стране были равнины севера и северо-востока страны, неосвоенные киргизами (территория современных Чуйской и Иссык-Кульской областей севера страны), где дунгане образовали свои сёла. В Чуйской области доля дунган в последнее время поднялась до 6 %. На юге дунгане проживают в селе Таширов Ошской области.

## Демография

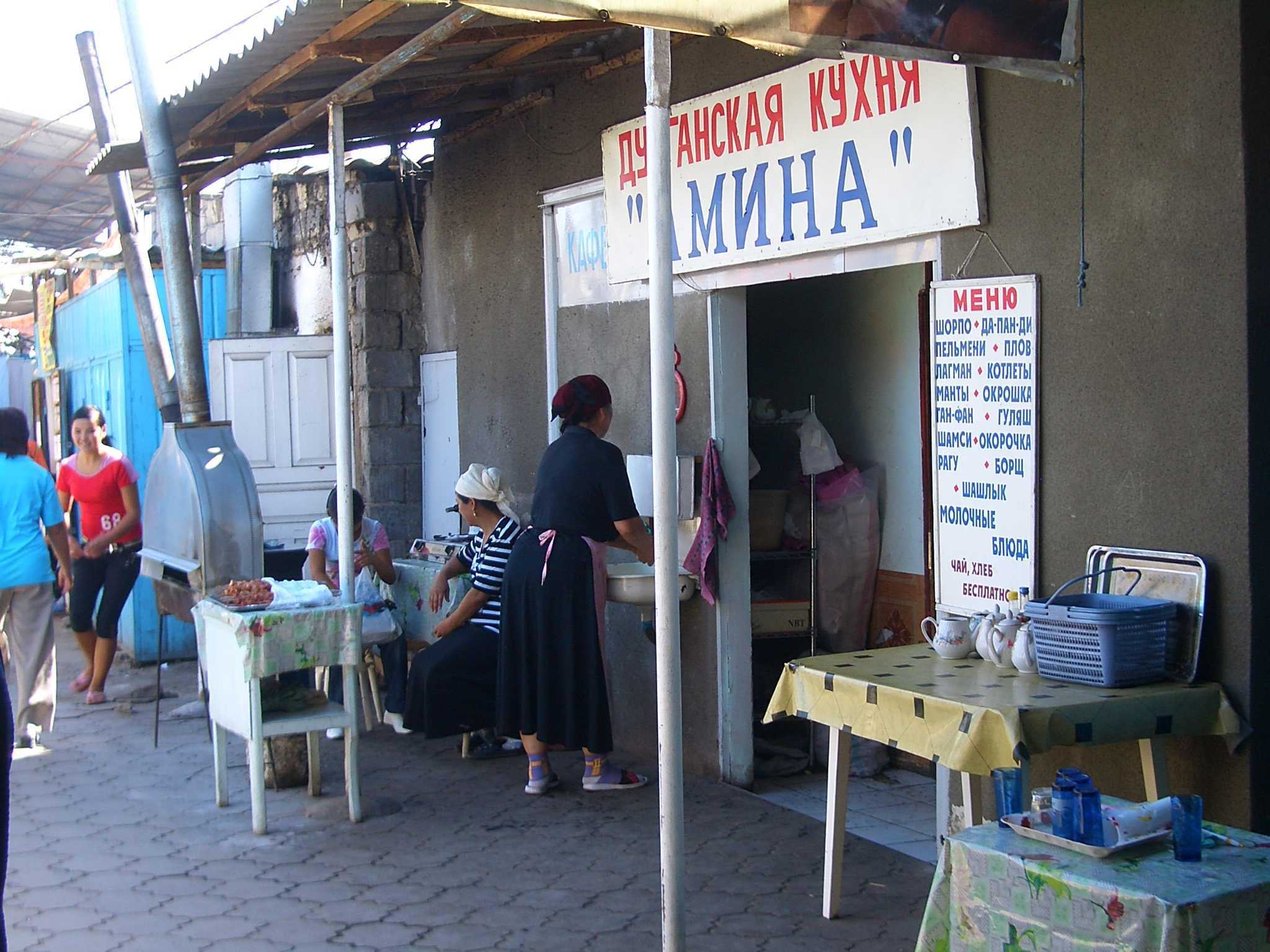
Одна из многих столовых на рынке «Дордой» в пригороде Бишкека, рекламирующих «дунганскую кухню»

Рождаемость у дунган одна из самых высоких в стране. Коэффициент фертильности — 3,3 ребёнка в среднем на женщину, что приблизительно равно этому показателю у таджиков, выше чем у киргизов (2,9), узбеков и русских (1,3). Дети в возрасте до 14 лет составляют 40,4 % всех дунган (21 тыс. человек), старше 65 лет — 4,0 %. Перспективы дальнейшего присутствия дунганской диаспоры в Кыргызстане довольно оптимистичны, хотя большинство дунган Кыргызстана (96 %) не владеет государственным киргизским языком. Кроме родного дунганского языка 89 % дунган владеет русским, 4 % — киргизским, 1 % — узбекским. Дунгане живут сравнительно обособленно, межнациональные браки дунган с другими народами довольно редки.
В 2000-е годы наблюдался переезд нескольких тысяч дунган из Кыргызстана в Российскую Федерацию, где они компактно расселились в Ровенском районе Саратовской области.